# Lorenzo Trotti
Lorenzo Trotti (Alessandria, 1633 – Roma, 30 settembre 1700) è stato un arcivescovo cattolico italiano.

## Biografia
Terzo figlio maschio del generale milanese Gian Galeazzo Trotti, fu avviato verso la carriera ecclesiastica. Fu governatore di Tivoli nel 1658, nunzio apostolico a Firenze nel 1666 e a Venezia nel 1668. Dal 1666 al 1672 fu arcivescovo titolare di Cartagine. Nel 1672 fu nominato vescovo di Pavia, incarico che ricoprì fino al 1700, anno della sua morte.

## Genealogia episcopale
La genealogia episcopale è:
- Arcivescovo Filippo Archinto
- Papa Pio IV

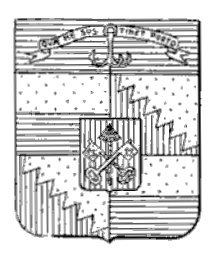
Stemma della famiglia Bentivoglio

- Cardinale Giovanni Antonio Serbelloni
- Cardinale Carlo Borromeo
- Cardinale Ottavio Paravicini
- Cardinale Giambattista Leni
- Cardinale Giulio Roma
- Arcivescovo Martino Alfieri
- Cardinale Francesco Maria Machiavelli
- Papa Innocenzo XI
- Arcivescovo Lorenzo Trotti